# 11e étape du Tour d'Italie 2013
La 11e étape du Tour d'Italie 2013 a eu lieu le mercredi 15 mai 2013 de Tarvisio à Vajont sur une distance de 182 km. Le Lituanien Ramūnas Navardauskas de la formation Garmin-Sharp qui remporte l'étape, devant ses anciens compagnons d'échappée. Aucun changement de leaders n'est intervenu, tant au niveau du classement général qu'à celui des classements annexes.
Mauro Santambrogio est disqualifié après un contrôle positif à l'EPO effectué au terme de la première étape. Il perd les classements de cette étape.

## Déroulement de la course
Ramunas Navardauskas était parti au début de l'étape avec 19 autres coureurs (Bonnafond, J. Rodriguez, Pirazzi, Martens, Oss, Sarmiento, Duque, Martinez, Le Bon, Gusev, Cobo, Pauwels, Keukeleire, Popovych, Puccio, Gretsch, Petrov, Veuchelen, Di Luca). Il a été ensuite accompagné de Daniel Oss (BMC) et Patrick Gretsch (Argos-Shimano) pour creuser un écart important sur le groupe de chasse. Ce dernier était sorti dans la descente du premier col de la journée avant d'être débordé par ses deux compères de fugue. Navardauskas a fait explosé Oss dans le montée vers Vajont à 5 kilomètres du terme. Sur la ligne, il a devancé l'Italien de 1'08". Le peloton des favoris s'est présenté avec un retard de près de six minutes.

## Résultats de l'étape

### Sprints
| 1. Sprint intermédiaire de Lozzo di Cadore (km 138,9) | 1. Sprint intermédiaire de Lozzo di Cadore (km 138,9) | 1. Sprint intermédiaire de Lozzo di Cadore (km 138,9) | 1. Sprint intermédiaire de Lozzo di Cadore (km 138,9) | 1. Sprint intermédiaire de Lozzo di Cadore (km 138,9) | 1. Sprint intermédiaire de Lozzo di Cadore (km 138,9) |
|                                                       | Coureur                                               | Pays                                                  | Équipe                                                |                                                       | Point(s)                                              |
| ----------------------------------------------------- | ----------------------------------------------------- | ----------------------------------------------------- | ----------------------------------------------------- | ----------------------------------------------------- | ----------------------------------------------------- |
| 1er                                                   | Patrick Gretsch                                       | Allemagne                                             | Argos-Shimano                                         |                                                       | 8                                                     |
| 2e                                                    | Frederik Veuchelen                                    | Belgique                                              | Vacansoleil-DCM                                       |                                                       | 6                                                     |
| 3e                                                    | Ramūnas Navardauskas                                  | Lituanie                                              | Garmin-Sharp                                          |                                                       | 4                                                     |
| 4e                                                    | Evgueni Petrov                                        | Russie                                                | Saxo-Tinkoff                                          |                                                       | 3                                                     |
| 5e                                                    | Johan Le Bon                                          | France                                                | FDJ                                                   |                                                       | 2                                                     |
| 6e                                                    | Salvatore Puccio                                      | Italie                                                | Sky                                                   |                                                       | 1                                                     |
| modifier                                              |                                                       |                                                       |                                                       |                                                       |                                                       |

| 2. Sprint intermédiaire de Pieve di Cadore (km 148,2) | 2. Sprint intermédiaire de Pieve di Cadore (km 148,2) | 2. Sprint intermédiaire de Pieve di Cadore (km 148,2) | 2. Sprint intermédiaire de Pieve di Cadore (km 148,2) | 2. Sprint intermédiaire de Pieve di Cadore (km 148,2) | 2. Sprint intermédiaire de Pieve di Cadore (km 148,2) |
|                                                       | Coureur                                               | Pays                                                  | Équipe                                                |                                                       | Point(s)                                              |
| ----------------------------------------------------- | ----------------------------------------------------- | ----------------------------------------------------- | ----------------------------------------------------- | ----------------------------------------------------- | ----------------------------------------------------- |
| 1er                                                   | Patrick Gretsch                                       | Allemagne                                             | Argos-Shimano                                         |                                                       | 8                                                     |
| 2e                                                    | Juan José Cobo                                        | Espagne                                               | Movistar                                              |                                                       | 6                                                     |
| 3e                                                    | Yaroslav Popovych                                     | Ukraine                                               | RadioShack-Leopard                                    |                                                       | 4                                                     |
| 4e                                                    | Salvatore Puccio                                      | Italie                                                | Sky                                                   |                                                       | 3                                                     |
| 5e                                                    | Danilo Di Luca                                        | Italie                                                | Vini Fantini-Selle Italia                             |                                                       | 2                                                     |
| 6e                                                    | Cayetano Sarmiento                                    | Colombie                                              | Cannondale                                            |                                                       | 1                                                     |
| modifier                                              |                                                       |                                                       |                                                       |                                                       |                                                       |

| Sprint final de Vajont (km 182) | Sprint final de Vajont (km 182) | Sprint final de Vajont (km 182) | Sprint final de Vajont (km 182) | Sprint final de Vajont (km 182) | Sprint final de Vajont (km 182) |
|                                 | Coureur                         | Pays                            | Équipe                          |                                 | Point(s)                        |
| ------------------------------- | ------------------------------- | ------------------------------- | ------------------------------- | ------------------------------- | ------------------------------- |
| 1er                             | Ramūnas Navardauskas            | Lituanie                        | Garmin-Sharp                    |                                 | 25                              |
| 2e                              | Daniel Oss                      | Italie                          | BMC Racing                      |                                 | 20                              |
| 3e                              | Stefano Pirazzi                 | Italie                          | Bardiani Valvole-CSF Inox       |                                 | 16                              |
| 4e                              | Salvatore Puccio                | Italie                          | Sky                             |                                 | 14                              |
| 5e                              | Paul Martens                    | Allemagne                       | Blanco                          |                                 | 12                              |
| 6e                              | Danilo Di Luca                  | Italie                          | Vini Fantini-Selle Italia       |                                 | 10                              |
| 7e                              | Egoi Martínez                   | Espagne                         | Euskaltel Euskadi               |                                 | 9                               |
| 8e                              | Serge Pauwels                   | Belgique                        | Omega Pharma-Quick Step         |                                 | 8                               |
| 9e                              | Evgueni Petrov                  | Russie                          | Saxo-Tinkoff                    |                                 | 7                               |
| 10e                             | Jackson Rodríguez               | Venezuela                       | Androni Giocattoli-Venezuela    |                                 | 6                               |
| 11e                             | Juan José Cobo                  | Espagne                         | Movistar                        |                                 | 5                               |
| 12e                             | Vladimir Gusev                  | Russie                          | Katusha                         |                                 | 4                               |
| 13e                             | Jens Keukeleire                 | Belgique                        | Orica-GreenEDGE                 |                                 | 3                               |
| 14e                             | Frederik Veuchelen              | Belgique                        | Vacansoleil-DCM                 |                                 | 2                               |
| 15e                             | Guillaume Bonnafond             | France                          | AG2R La Mondiale                |                                 | 1                               |
| modifier                        |                                 |                                 |                                 |                                 |                                 |

### Cols
| 1. Passo Sella Ciampigotto, 2e catégorie (km 120,4) | 1. Passo Sella Ciampigotto, 2e catégorie (km 120,4) | 1. Passo Sella Ciampigotto, 2e catégorie (km 120,4) | 1. Passo Sella Ciampigotto, 2e catégorie (km 120,4) | 1. Passo Sella Ciampigotto, 2e catégorie (km 120,4) | 1. Passo Sella Ciampigotto, 2e catégorie (km 120,4) |
|                                                     | Coureur                                             | Pays                                                | Équipe                                              |                                                     | Point(s)                                            |
| --------------------------------------------------- | --------------------------------------------------- | --------------------------------------------------- | --------------------------------------------------- | --------------------------------------------------- | --------------------------------------------------- |
| 1er                                                 | Jackson Rodríguez                                   | Venezuela                                           | Androni Giocattoli-Venezuela                        |                                                     | 9                                                   |
| 2e                                                  | Stefano Pirazzi                                     | Italie                                              | Bardiani Valvole-CSF Inox                           |                                                     | 5                                                   |
| 3e                                                  | Guillaume Bonnafond                                 | France                                              | AG2R La Mondiale                                    |                                                     | 3                                                   |
| 4e                                                  | Cayetano Sarmiento                                  | Colombie                                            | Cannondale                                          |                                                     | 2                                                   |
| 5e                                                  | Serge Pauwels                                       | Belgique                                            | Omega Pharma-Quick Step                             |                                                     | 1                                                   |
| modifier                                            |                                                     |                                                     |                                                     |                                                     |                                                     |

| 2. Montée de Vajont, 2e catégorie (km 182) | 2. Montée de Vajont, 2e catégorie (km 182) | 2. Montée de Vajont, 2e catégorie (km 182) | 2. Montée de Vajont, 2e catégorie (km 182) | 2. Montée de Vajont, 2e catégorie (km 182) | 2. Montée de Vajont, 2e catégorie (km 182) |
|                                            | Coureur                                    | Pays                                       | Équipe                                     |                                            | Point(s)                                   |
| ------------------------------------------ | ------------------------------------------ | ------------------------------------------ | ------------------------------------------ | ------------------------------------------ | ------------------------------------------ |
| 1er                                        | Ramūnas Navardauskas                       | Lituanie                                   | Garmin-Sharp                               |                                            | 9                                          |
| 2e                                         | Daniel Oss                                 | Italie                                     | BMC Racing                                 |                                            | 5                                          |
| 3e                                         | Stefano Pirazzi                            | Italie                                     | Bardiani Valvole-CSF Inox                  |                                            | 3                                          |
| 4e                                         | Salvatore Puccio                           | Italie                                     | Sky                                        |                                            | 2                                          |
| 5e                                         | Paul Martens                               | Allemagne                                  | Blanco                                     |                                            | 1                                          |
| modifier                                   |                                            |                                            |                                            |                                            |                                            |

### Classement à l'arrivée
| Classement de l'étape | Classement de l'étape | Classement de l'étape | Classement de l'étape        | Classement de l'étape | Classement de l'étape |
|                       | Coureur               | Pays                  | Équipe                       |                       | Temps                 |
| --------------------- | --------------------- | --------------------- | ---------------------------- | --------------------- | --------------------- |
| Vainqueur             | Ramūnas Navardauskas  | Lituanie              | Garmin-Sharp                 | en                    | 4 h 23 min 14 s       |
| 2e                    | Daniel Oss            | Italie                | BMC Racing                   | +                     | 1 min 8 s             |
| 3e                    | Stefano Pirazzi       | Italie                | Bardiani Valvole-CSF Inox    |                       | 2 min 59 s            |
| 4e                    | Salvatore Puccio      | Italie                | Sky                          |                       | 3 min 7 s             |
| 5e                    | Paul Martens          | Allemagne             | Blanco                       |                       | 3 min 7 s             |
| 6e                    | Danilo Di Luca        | Italie                | Vini Fantini-Selle Italia    |                       | 3 min 7 s             |
| 7e                    | Egoi Martínez         | Espagne               | Euskaltel Euskadi            |                       | 3 min 7 s             |
| 8e                    | Serge Pauwels         | Belgique              | Omega Pharma-Quick Step      |                       | 3 min 10 s            |
| 9e                    | Evgueni Petrov        | Russie                | Saxo-Tinkoff                 |                       | 3 min 11 s            |
| 10e                   | Jackson Rodríguez     | Venezuela             | Androni Giocattoli-Venezuela |                       | 3 min 25 s            |
| modifier              |                       |                       |                              |                       |                       |

## Classements à l'issue de l'étape

### Classement général
| Classement général | Classement général | Classement général | Classement général        | Classement général | Classement général |
|                    | Coureur            | Pays               | Équipe                    |                    | Temps              |
| ------------------ | ------------------ | ------------------ | ------------------------- | ------------------ | ------------------ |
| 1er                | Vincenzo Nibali    | Italie             | Astana                    | en                 | 43 h 26 min 27 s   |
| 2e                 | Cadel Evans        | Australie          | BMC Racing                | +                  | 41 s               |
| 3e                 | Rigoberto Urán     | Colombie           | Sky                       |                    | 2 min 4 s          |
| 4e                 | Bradley Wiggins    | Grande-Bretagne    | Sky                       |                    | 2 min 5 s          |
| 5e                 | Robert Gesink      | Pays-Bas           | Blanco                    |                    | 2 min 12 s         |
| 6e                 | Michele Scarponi   | Italie             | Lampre-Merida             |                    | 2 min 13 s         |
| 7e                 | Mauro Santambrogio | Italie             | Vini Fantini-Selle Italia |                    | 2 min 55 s         |
| 8e                 | Przemysław Niemiec | Pologne            | Lampre-Merida             |                    | 3 min 35 s         |
| 9e                 | Beñat Intxausti    | Espagne            | Movistar                  |                    | 4 min 5 s          |
| 10e                | Domenico Pozzovivo | Italie             | AG2R La Mondiale          |                    | 4 min 17 s         |
| modifier           |                    |                    |                           |                    |                    |

### Classement par points
| Classement par points | Classement par points | Classement par points | Classement par points   | Classement par points | Classement par points |
|                       | Coureur               | Pays                  | Équipe                  |                       | Point(s)              |
| --------------------- | --------------------- | --------------------- | ----------------------- | --------------------- | --------------------- |
| 1er                   | Cadel Evans           | Australie             | BMC Racing              |                       | 73                    |
| 2e                    | Elia Viviani          | Italie                | Cannondale              |                       | 60                    |
| 3e                    | Mark Cavendish        | Grande-Bretagne       | Omega Pharma-Quick Step |                       | 58                    |
| modifier              |                       |                       |                         |                       |                       |

### Classement du meilleur grimpeur
| Classement du meilleur grimpeur | Classement du meilleur grimpeur | Classement du meilleur grimpeur | Classement du meilleur grimpeur | Classement du meilleur grimpeur | Classement du meilleur grimpeur |
|                                 | Coureur                         | Pays                            | Équipe                          |                                 | Point(s)                        |
| ------------------------------- | ------------------------------- | ------------------------------- | ------------------------------- | ------------------------------- | ------------------------------- |
| 1er                             | Stefano Pirazzi                 | Italie                          | Bardiani Valvole-CSF Inox       |                                 | 46                              |
| 2e                              | Jackson Rodríguez               | Venezuela                       | Androni Giocattoli-Venezuela    |                                 | 26                              |
| 3e                              | Robinson Chalapud               | Colombie                        | Colombia                        |                                 | 23                              |
| modifier                        |                                 |                                 |                                 |                                 |                                 |

### Classement du meilleur jeune
| Classement du meilleur jeune | Classement du meilleur jeune | Classement du meilleur jeune | Classement du meilleur jeune | Classement du meilleur jeune | Classement du meilleur jeune |
|                              | Coureur                      | Pays                         | Équipe                       |                              | Temps                        |
| ---------------------------- | ---------------------------- | ---------------------------- | ---------------------------- | ---------------------------- | ---------------------------- |
| 1er                          | Rafał Majka                  | Pologne                      | Saxo-Tinkoff                 | en                           | 43 h 30 min 48 s             |
| 2e                           | Carlos Betancur              | Colombie                     | AG2R La Mondiale             | +                            | 1 min 5 s                    |
| 3e                           | Wilco Kelderman              | Pays-Bas                     | Blanco                       |                              | 4 min 34 s                   |
| modifier                     |                              |                              |                              |                              |                              |

### Classements par équipes

#### Classement au temps
| Classement par équipes au temps | Classement par équipes au temps | Classement par équipes au temps | Classement par équipes au temps | Classement par équipes au temps |
|                                 | Équipes                         | Pays                            |                                 | Temps                           |
| ------------------------------- | ------------------------------- | ------------------------------- | ------------------------------- | ------------------------------- |
| 1re                             | Sky                             | Royaume-Uni                     | en                              | 129 h 41 min 15 s               |
| 2e                              | Blanco                          | Pays-Bas                        | +                               | 5 min 29 s                      |
| 3e                              | Lampre-Merida                   | Italie                          |                                 | 13 min 1 s                      |
| modifier                        |                                 |                                 |                                 |                                 |

#### Classement aux points
| Classement par équipes aux points | Classement par équipes aux points | Classement par équipes aux points | Classement par équipes aux points | Classement par équipes aux points |
|                                   | Équipes                           | Pays                              |                                   | Point(s)                          |
| --------------------------------- | --------------------------------- | --------------------------------- | --------------------------------- | --------------------------------- |
| 1re                               | Sky                               | Royaume-Uni                       |                                   | 177                               |
| 2e                                | BMC Racing                        | États-Unis                        |                                   | 167                               |
| 3e                                | Katusha                           | Russie                            |                                   | 149                               |
| modifier                          |                                   |                                   |                                   |                                   |

## Abandon
- Sylvain Georges (AG2R La Mondiale) : non-partant